# Gammeldans

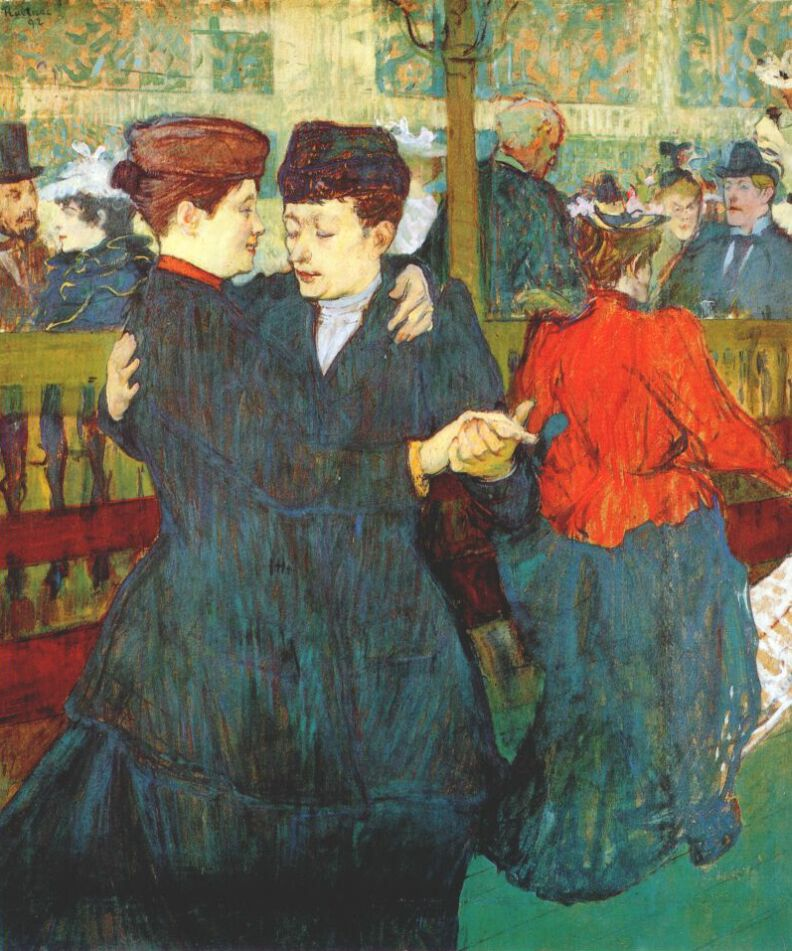
Målning av Henri de Toulouse-Lautrec: två kvinnor dansar vals på Moulin Rouge.

Gammeldans eller gammaldans är en samlingsbeteckning på en del av de modedanser som fanns innan 1930-talet. Det som hände vid denna tid var att nya modedanser till jazzmusik, framför allt foxtrot, introducerades i Sverige. De gamla danserna fick därför namnet "gammeldans".  Något förvirrande är att vissa av de så kallade gammeldanserna inte var särskilt gamla när man började använda beteckningen gammeldans. Danserna i denna grupp hade i sin tur från mitten av 1800-talet och fram till början av 1900-talet blivit populära på bekostnad av äldre danstyper såsom polska, långdanser, kadrilj med flera. Att dragspel började masstillverkas under 1800-talet hade också stor betydelse för dansmusiken. Det utvecklades en repertoar för gammeldans som var anpassad till dragspelens tekniska möjligheter och begränsningar som gjorde musiken både älskad och föraktad. 
Särskilt fram till 1970-talet användes för gammeldans också termen kultis, som är ett kortnamn för "kulturell dans".
De danser som oftast räknas till gammeldans är:
- vals
- schottis
- polka
- mazurka
- hambo

Oftast räknas även snoa till gammeldansen, och mer sällan även foxtrot.
Även varianter på ovannämnda danser förekommer (då även med tango) och detta kallas då ibland för gillesdans.
Tävlingar förekommer i gammeldans. I Göteborg dansas årligen Nordstadssvängen.